# Tynset
Tynset er en kommune i Innlandet fylke i Norge. Den grænser i nord til Rennebu og Midtre Gauldal, i nordøst til Os, i øst til Tolga, i syd til Rendalen og Alvdal, og i vest til Folldal og Oppdal. Højeste punkt er Tydalstoppen der er 1.653 moh.
Kommunen omfatter det meste af den tidligere Kvikne kommune. Kvikne kobberværk blev oprettet omtrent år 1630 som landets første støre kobberværk . Det blev drevet for kongen og var landets største kobberværk. Værket blev officielt nedlagt i 1812, men der var sporadisk drift frem til 1912.

## Geografi
Forollhogna nationalpark ligger delvis i kommunen.

## Samfund
Kommunen havde 5.571 indbyggere i 2019 og består af følgende småbyer: Brydalen, Tylldal, Fåset, Savalen, Kvikne, Telneset, foruden hovedbyen Tynset.
Kommunen svarer til Tynset prestegjeld, og er centrum i Nord-Østerdalen provsti og Nord-Østerdal tingret.

## Historie
Tynset er første gang direkte nævnt i 1211 da ærkebispen af Nidaros indviede den nye stavkirken. På Kvikne og i Tylldal er der bevaret mange kulturminder fra katolsk tid. Fem år før kirkeindvielsen er kommunen indirekte beskrevet i Håkon Håkonssons saga som et område som støttede de antikirkelige birkebeinerne, før de i 1206 kom ned fra fjeldet i Ålen øverst i Gauldalen i Sør-Trøndelag. Første gård som nævnes i Nord-Østerdal er Sørgård i Tylldal. Det er i et skindbrev skrevet "på gildevangen" i Ålen sommeren 1381. I jordebogen for Ålen i 1638 siges Røros gård at ligge "på tynsetskoven", da var der endnu ikke bjergværk i Røros, kun på Kvikne.